# António Augusto dos Santos Marto
António Augusto dos Santos Marto GCC (Tronco, Chaves, 5 de maig de 1947) és un bisbe catòlic portuguès, actual bisbe de Leiria-Fàtima.

## Formació acadèmica
Nascut a Tronco, Chaves, fill de Serafim August Marto i Maria de la Purificació Correia dos Santos. Va estudiar Filosofia i Teologia al Seminari de Vila Real i després va ser transferit al Seminari Major port. Va ser ordenat a Roma el 7 de novembre de 1971. Encara a Roma, es va especialitzar en Teologia Sistemàtica a la Pontifícia Universitat Gregoriana. Va completar el seu doctorat el 1977 amb una tesi sobre «L'esperança cristiana i el futur de l'home. La doctrina escatològica del Concili Vaticà II».

## Retorn a Portugal
El 1977, va tornar a Portugal. Va donar classes al Seminari Major de Porto, va ser professor de teologia a l'Institut de Filosofia i Teologia-Porto al Centre de Cultura Catòlica de Porto, a la Facultat de Teologia de la Universitat Catòlica Portuguesa i la Facultat de Dret de la mateixa universitat.
Va ser director adjunt de la Facultat de Teologia de la UCP a Porto, membre de la Societat Científica de la UCP i l'Associació Europea de teòlegs catòlics. Ha col·laborat a les revistes “Humanística e Teológica”, “Communio” i “Theologica”.
En el camp de la pastoral va ser col·laborador habitual a la parròquia de Nostra Senyora de la Concepció, a Porto, i a la parròquia de Bom Jesus de Matosinhos. Va treballar amb el Moviment d'Estudiants Catòlics (MCE) i amb la Lliga de Treballadors Catòlics (LOC). També va treballar en la catequesi dels adults a la diòcesi de Porto i, en col·laboració amb el bisbe auxiliar de Porto, Manuel Pelino Domingues, va publicar el llibre “Catequese par ao Povo de Deus”, en 2 volums.

## = Bisbe Auxiliar de Braga
Va ser nomenat bisbe auxiliar de Braga, i titular de Bladia pel Papa Joan Pau II el 10 de novembre de 2000. L'ordenació episcopal va tenir lloc a Vila Reial, l'11 de febrer de 2001, a l'Església de Nostra Senyora de la Concepció, sent el consagrador Jorge Ortiga, bisbe de Vila Real, amb Jorge Ortiga, arquebisbe de Braga i Gilberto Reis, bisbe de Santarém com a coconsagradors.

## = Bisbe de Viseu
En 22 d'abril de 2004 va ser nomenat bisbe de Viseu pel Papa Joan Pau II, succeint a Antonio Ramos Monteiro. Va entrar solemnement i va prendre possessió canònica el 20 de juny a la catedral de Viseu. Va ser president de la Comissió Episcopal d'Ecumenisme i la Doctrina de la Fe. Va ser un dels dos bisbes portuguesos presents al Sínode dels Bisbes a l'octubre de 2005.

## Bisbe de Leiria-Fátima

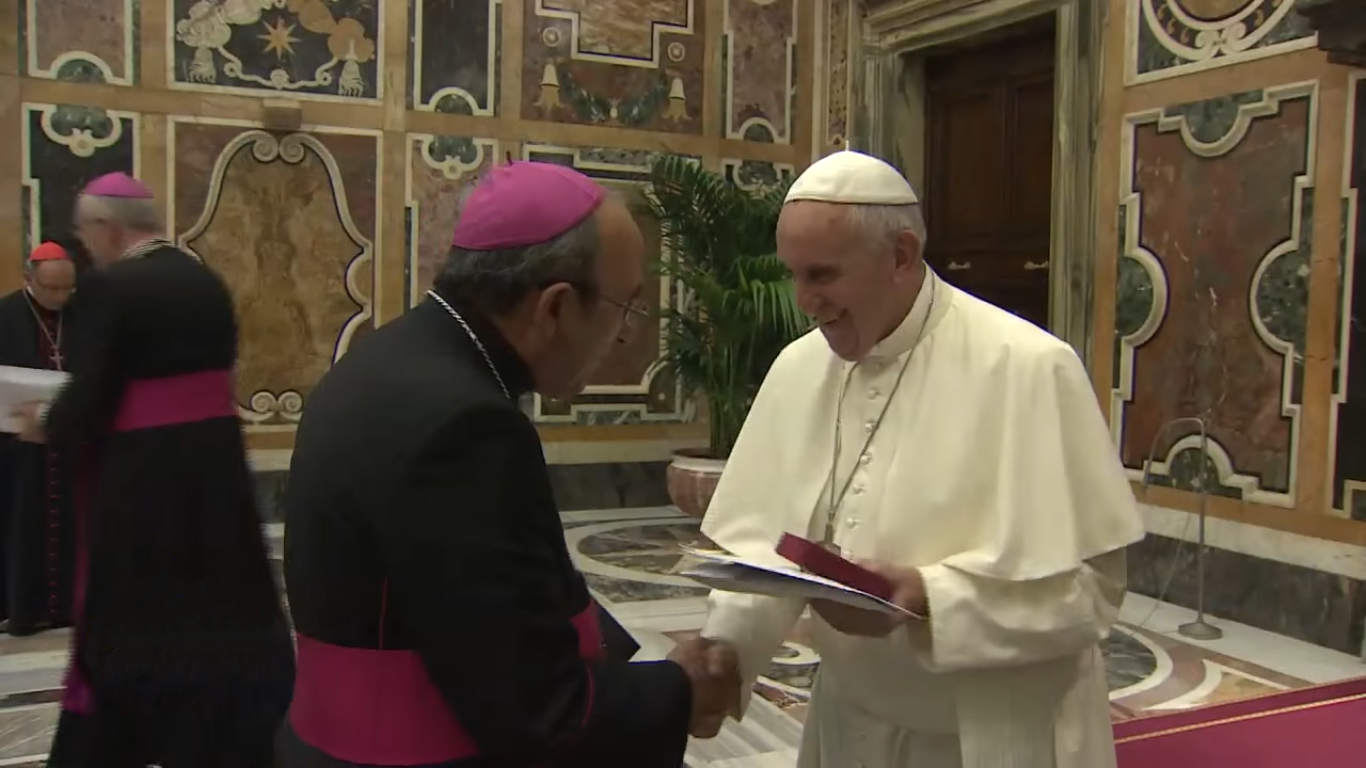
D. António Marto i el Papa Francesc, al Vaticà, el 2015

En 22 d'abril de 2006, en el segon aniversari al capdavant de la diòcesi de Viseu, va ser nomenat bisbe de Leiria-Fátima, succeint Serafim de Sousa Ferreira e Silva, i administrador apostòlic de Viseu. Entrà solemnement i va prendre possessió canònica el 25 de juny de 2006. Al setembre de 2006, va escriure la carta pastoral "Descobreix la bellesa i l'alegria de la vocació cristiana", dedicada al tema de les vocacions, que ocupa el pla pastoral de la diòcesi de Leiria-Fátima l'any 2006/2007.
L'11 de maig de 2010 va ser guardonat amb la Gran Creu de l'orde militar del Crist.
Va rebre el Papa Benet XVI al santuari de Fàtima, al viatge apostòlic que el Pontífex realitzà a Portugal el 2010. És membre del Consell Permanent de la Conferència Episcopal Portuguesa i delegat d'aquesta mateixa conferència a la Comissió dels Episcopats de la Comunitat Europea (COMECE), mandats vàlids entre el 2011 i 2014.
També va rebre el Papa Francesc, en el transcurs de la seva visita apostòlica en ocasió del centenari de les Aparicions de Fàtima i canonització de Jacinta i Francisco Marto el 13 de maig de 2017.

## Cardenalat
El 20 de maig de 2018, el Papa Francesc, a la fi del Regina Coeli a la plaça de Sant Pere, va anunciar un nou consistori per crear 14 nous cardenals el 29 de juny de 2018 (Solemnitat dels Sants Pere i Pau) en què D. António Marto és un dels escollits.

## Honors
Gran Creu de l'orde militar de Crist